# Văn Sơn (thành phố cấp huyện)

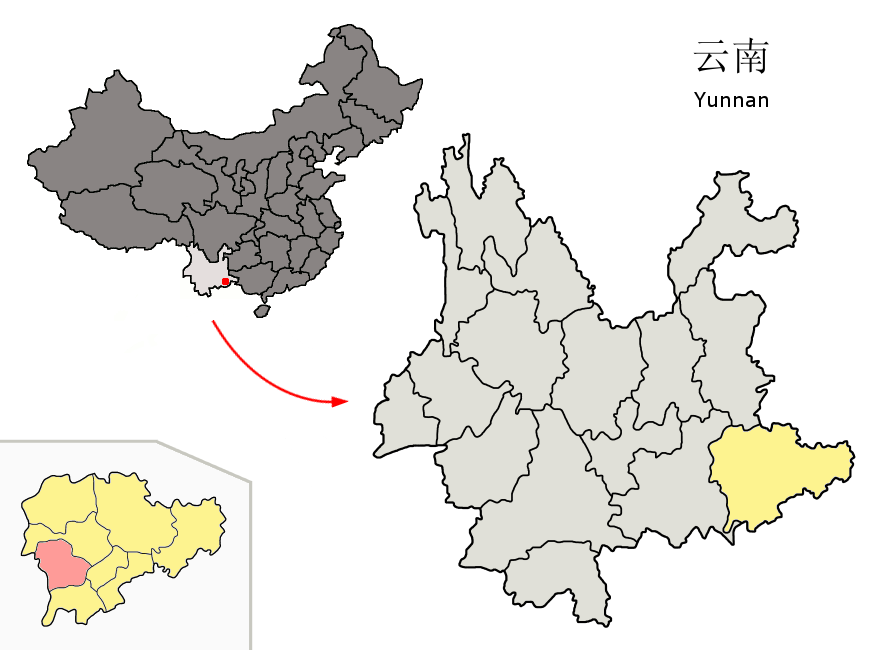
Vị trí thành phố tại Vân Nam

Văn Sơn (chữ Hán: 文山) là một thành phố phía nam của châu tự trị dân tộc Choang, Miêu Văn Sơn, tỉnh Vân Nam, Trung Quốc. Đây là thủ phủ của châu tự trị Văn Sơn. Toàn thành phố rộng 4.500 km² có dân số năm 1999 là 404.410 người.. Mã số bưu chính của Văn Sơn là 663000 Văn Sơn được nâng lên thành phố từ huyện Văn Sơn vào ngày 2 tháng 12 năm 2010.